# Actinodontium integrifolium
Actinodontium integrifolium là một loài rêu trong họ Daltoniaceae. Loài này được Broth. S.P. Churchill mô tả khoa học đầu tiên năm 1998.